# Ralph of Maidstone
Ralph of Maidstone (auch Radulfus de Maidstone) († 27. Januar 1245 in Gloucester) war ein Bischof der englischen Diözese Hereford.

## Herkunft und Ausbildung
Die Herkunft von Ralph of Maidstone ist unbekannt, ebenso sein Geburtsjahr. Es ist jedoch unwahrscheinlich, dass er nach 1195 geboren wurde. Schon in seinen ersten Erwähnungen wird er Magister genannt, weshalb er wahrscheinlich vor 1220 eine Hochschule, vermutlich Oxford oder Paris, besucht hatte.

## Karriere als Geistlicher und Hochschullehrer
Vermutlich durch die Förderung von Bischof William of Cornhill begann Ralph seine Karriere als Geistlicher in der Diözese von Coventry und Lichfield. Spätestens 1215 war er Schatzmeister der Kathedrale von Lichfield, was er mindestens bis 1223 blieb. Um 1220 wird er dazu als Archidiakon von Shropshire genannt, und schon um 1222 wurde er Archidiakon von Chester. In der zweiten Hälfte der 1220er Jahre wird er jedoch nicht mehr in England erwähnt. Vermutlich gehörte er zu englischen Theologen, die nach der Chronik von Matthew Paris an der Universität von Paris gelehrt hatten und nach Unruhen dort 1229 nach Oxford wechselten. Vermutlich während dieser Zeit verfasste er, offiziell noch Archidiakon von Chester, einen Kommentar zu den Sentenzen von Petrus Lombardus.
Vor dem 22. Juni 1231 wurde Maidstone Kanzler der Universität von Oxford, doch nach dem Tod von Thomas of Bosbury, der am 29. September 1231 starb, wechselte er als dessen Nachfolger als Dekan an die Kathedrale von Hereford. Vermutlich hatte Robert Grosseteste, den er aus Oxford kannte, ihn Bischof Hugh Foliot von Hereford empfohlen. Kurz nach dem Tod von Hugh Foliot am 7. August 1234 wurde Maidstone zum neuen Bischof gewählt. Bereits am 30. September 1234 erhielt er die Temporalien und am 12. November wurde er von Erzbischof Edmund of Abingdon in Canterbury zum Bischof geweiht.

## Wirken als Bischof von Hereford
Bereits als Dekan hatte Maidstone in der Gunst von König Heinrich III. gestanden, der ihm zweimal das Recht zur Hirschjagd im Forest of Dean bewilligte. Im November 1235 taufte Maidstone in Hailes den kleinen Henry, einen Sohn von Richard von Cornwall, den jüngeren Bruder des Königs. Kurz danach reiste Maidstone in die Provence, von wo er Eleonore, die Braut des Königs, mit nach England eskortierte. Dazu war er 1235, 1236 und 1237 an Verhandlungen mit dem walisischen Fürsten Llywelyn ab Iorwerth beteiligt.

## Rücktritt und Tod
Vermutlich bereits im Mai 1237 dachte Maidstone an einen Rücktritt von seinem Amt als Bischof, als er die Bestimmung seines Vorgängers bestätigte, für eine Sedisvakanz der Diözese die bischöflichen Güter mit ausreichenden Geldmitteln und Vorräten zu versehen. Er richtete dazu vier neue Vikarstellen an der Kathedrale von Hereford ein und machte dazu Schenkungen zu Gunsten der Kathedrale, darunter Häuser in London, Messbücher- und Gewänder sowie Reliquien. Anscheinend hatte er bereits während seiner Zeit als Archidiakon von Chester einen Eid abgelegt, in den Franziskanerorden einzutreten. Nachdem er sich 1238 bei einem Sturz schwer verletzt hatte und deshalb zeitweise keine Messe mehr feiern konnte, äußerte er offen den Wunsch, in den Orden einzutreten. Nachdem er als Bischof zurückgetreten war, wurde er am 17. Dezember 1239 in Oxford in den Franziskanerorden aufgenommen. In Oxford unterstützte er den Bau der Franziskanerkirche, später siedelte er in den Franziskanerkonvent von Gloucester um, wo er starb. Er wurde in der Franziskanerkirche von Gloucester begraben. Er hinterließ der Franziskanerniederlassung in Canterbury eine Ausgabe des Neuen Testaments, die sich heute in der British Library befindet.